# Legenda: Wojna Smoków
Legenda: Wojna Smoków (War of Dragons, skrót: WoD) – gra komputerowa z gatunku MMORPG (Massively Multiplayer Online Role-Playing Game) wyprodukowana przez rosyjską firmę IT Territory i po raz pierwszy opublikowana w 2006 roku w Rosji pod tytułem Легенда: Наследие Драконов (Legenda: Dziedzictwo Smoków). W 2009 roku gra została zlokalizowana na język polski przez firmę Mail.ru Games GmbH (dawniej Astrum Online Entertainment GmbH). Mail.ru Games oferuje na rynku europejskim siedem wersji językowych gry. Na całym świecie zarejestrowanych jest obecnie w WoD ponad 8 milionów graczy. W samej Rosji gra zdobyła w 2010 roku nagrodę specjalną Premia Runeta w kategorii „narodowy lider“ (nagroda internautów), a latach 2007–2009 znalazła się w Top Ten tejże kategorii.

## Finansowanie
Legenda: Wojna Smoków jest grą darmową typu free-to-play. Gra nie wymaga żadnego dodatkowego oprogramowania, jedynym wymogiem gry jest przeglądarka internetowa oraz dostęp do internetu. Źródłem dochodów WoD są przede wszystkim wirtualne sklepy, w których gracze za wirtualne pieniądze (złote monety) mogą kupować różne wirtualne przedmioty takie jak części uzbrojenia, broń, zwoje etc. Niewielkie liczby złotych, srebrnych lub miedzianych monet gracze otrzymują w formie wynagrodzenia za walki z potworami oraz pomyślne wykonanie misji. Dodatkowo gracze mogą kupować za realne pieniądze wirtualne środki płatnicze – brylanty, które z kolei wymieniają w wirtualnym banku na złote monety. Sukces praktykowanego tutaj modelu free-to-play opiera się na wysokim ARPU w WoD.

## Fabuła gry
Fabuła gry online Legenda: Wojna Smoków osadzona jest w fantastycznym świecie Feo, w którym od niepamiętnych czasów ludzie i magmarowie prowadzą ze sobą nieustające wojny. Każda z ras zamieszkuje osobny kontynent, Ogrium i Chair. Z Chairem i Ogrium, które są głównym miejscem akcji w grze, graniczą wyspy Fej-Go oraz podwodny świat Oceanu Balluarskiego. Wirtualny świat WoD obfituje w różne krajobrazy, są tu bagna i stepy, lasy i doliny, wyżyny i góry, małe osady i miasta oraz instancje i pola bitew w jaskiniach, grotach i zamkach. Kroniki w portalowej bibliotece opisują historię świata Feo jako niekończącą się walkę ludzi z magmarami z jednej strony, oraz walkę obu tych ras z ciemnymi siłami Chaosu. Ponieważ destrukcyjny, podstępny i niezwykle groźny Chaos zagraża istnieniu Feo, poróżnieni ludzie i magmarzy zmuszeni są regularnie jednoczyć swoje siły, żeby zapobiec zagładzie świata. Pieczę nad światem sprawuje bogini Szeara, władczyni smoków Striagorna i Erifariusa. Biały smok Erifariusz, symbolizujący rasę ludzi, i czarny smok Striagorn, ucieleśniający rasę magmarów, z każdym nowym księżycem staczają ze sobą pojedynek.

## Rozgrywka
Gra rozpoczyna się wyborem rasy, płci, wyglądu i nicku postaci. Po stworzeniu postaci gracz znajduje się na pierwszym poziomie rozwoju swojego bohatera. Wykonując zlecane przez bohaterów niezależnych różne zadania (tzw. misje), które w wielu przypadkach mają charakter trudnych łamigłówek, i walki z potworami gracz zdobywa punkty doświadczenia oraz wynagrodzenie w postaci przedmiotów i wirtualnych pieniędzy. Po zdobyciu określonej liczby punktów doświadczenia postać osiąga kolejny poziom. W trakcie gry co i rusz otwierają się przed graczem nowe możliwości takie jak nauka różnych zawodów, zdobywanie reputacji i wpływów, możliwość nabycia wierzchowców i pupili, kariera maga bojowego i nauka magii. Dodatkowo gracz może brać udział w cyklicznych wydarzeniach i okazjonalnych imprezach, organizowanych przez administratorów gry z okazji Świąt Bożego Narodzenia, Halloween, Walentynek itp.
Podczas gry możliwe są różne rodzaje interakcji. Gracze mogą tworzyć grupy, zakładać klany, mogą handlować, odwiedzać w pojedynkę lub w grupie instancje i pola bitwy, brać udział w eventach. Ważnym elementem gry jest komunikowanie się graczy na czatach i forum gry. Łączenie się w grupy jest w wielu sytuacjach wskazane i nawet konieczne, ponieważ wstęp do niektórych instancji oraz na pola bitwy możliwy jest tylko w grupie. Niektóre potwory i niektórzy bossowie są też na tyle silni, że można ich pokonać tylko wspólnymi siłami.

### System walki
Gracz steruje swoją postacią, porusza się i działa w świecie Feo, wybierając pomiędzy różnymi powiązanymi ze sobą modusami. Z lokacji, w której się znajduje, może wybrać modus walki z potworami lub zbierania surowców. Sam system walki utrzymany jest w animowanej technologii Flash 2D, w której gracz widzi swoją postać pojedynkującą się z przeciwnikiem. Walczące postacie pokazane się od boku, a gracz może korzystać z obszernej bazy ciosów, specjalnych chwytów i innych walecznych możliwości postaci, zależnych od jej rasy, ekwipunku i innych czynników. W ramach tej samej rasy praktykowane są następujące typy walk:
- Pojedynek – standardowy pojedynek PvP, który rozpoczyna się rzuceniem wyzwania
- Walka grupowa – dołączanie lub stworzenie grupy i walka z inną uformowaną grupą
- Walka chaotyczna – gracze zgłaszający się do tego typu walki są automatycznie dzieleni na dwie drużyny.

Z wrogą rasą walki są możliwe zawsze i wszędzie, wystarczy tylko przekroczyć granicę ojczystego kontynentu. Wyjątkiem od tej reguły są duże miasta, w których walka ludzi z magmarami jest zabroniona. W walkach dużą rolę odgrywają atrybuty postaci oraz taktyka. Do elementów taktyki zaliczają się między innymi wyuczone przez postać specjalne kombinacje ciosów, zwane superciosami, oraz stosowanie środków pomocniczych takich jak zwoje, amulety i eliksiry. Zestawy uzbrojenia i broń dodatkowo zwiększają atrybuty postaci takie jak siła, wytrzymałość i zręczność.

### Style walki
Gracz ma do wyboru trzy różne style walki: łamignat, atleta i spryciarz. Styl walki wybierany jest poprzez wybór określonego zestawu uzbrojenia, które następnie nosi gracz. Do poziomu 10. włącznie gracz dowolnie może zmieniać style walki poprzez zmianę setu (uzbrojenia), jednak od 11 lvl-u zmiana zbroi łączy się ze zmianą szkoły magii lub użyciem specjalnego artefaktu dostępnego w grze za punkty reputacji.
Trzy style walki różnią się od siebie: Łamignat zadaje ogromne obrażenia podczas walk jednak odbywa się to kosztem jego maksymalnego poziomu punktów życia, który jest dość niski. Często zadaje ciosy krytyczne (cios zadający 2-krotnie większą ilość obrażeń). Atleta odznacza się dużą wytrzymałością i dużą liczbą punktów życia przy czym zadaje małe straty w walce. Blokuje dość często ataki przeciwnika.
Spryciarz jest kompromisem między atletą i łamignatem. Średnia liczba hp (punktów życia) jak również straty w walce umiarkowane. Spryciarz "lubi" robić uniki przeciwnikowi (uchyla się przed ciosem).

### Rasy
Podczas rejestracji gracz dołącza do jednej z dwóch ras. Wybiera pomiędzy wyróżniającymi się intelektem ludźmi i walecznymi, lecz trochę dzikimi magmarami. Ojczyzną magmarów, którzy charakteryzują się nieprzeciętną siłą i nieugiętością ducha, jest kontynent Chair. Białoskórzy ludzie zaś zamieszkują kontynent Ogrium. Wybierając zatem rasę, gracz jednocześnie wybiera kontynent. Na wrogi kontynent gracz może się wybrać w każdej chwili, na przykład w celu pokonania kilku przedstawicieli obcej rasy w ramach jakiejś misji. Fakt ten sprawia, że walki PvP teoretycznie możliwe są zawsze i wszędzie.

### System stopni wojskowych
W grze wyróżnia się 18 stopni wojskowych. Każdy nowo zarejestrowany gracz zostaje automatycznie rekrutem. Stopnie wojskowe nadawane są za męstwo, które graczy zdobywają przede wszystkim na polach bitew, na których staczane są większe walki pomiędzy większymi oddziałami obu ras. Stopnie wojskowe umożliwiają dostęp do szczególnie silnych broni i uzbrojenia oraz pasów bojowych, które z kolei mają decydujący wpływ na przebieg walki. Dodatkowo za męstwo można zakupić wiele run zmniejszających otrzymane rany, zwiększających prędkość przemieszczania się czy uczących nas nowych potężnych zaklęć dostępnych od poziomu 11..

## Imprezy
W grze przeprowadzane są regularnie, często nawet kilka razy w tygodniu, tak zwane imprezy (eventy). Te specjalne wydarzenia w grze rozwijają wątki poboczne fabuły gry lub celebrują święta. Niektóre z nich trwają nawet kilka tygodni i prezentowane są graczowi w postaci serii małych eventów. Wszystkie imprezy są zapowiadane w nowościach WoD oraz na czacie głównym w grze. Eventy dają graczowi dodatkową szansę na zdobycie rzadko spotykanych przedmiotów oraz atrybutów takich jak męstwo. W ramach eventu gracz bierze udział w turniejach, rozwiązuje zagadki i quizy, zbiera przedmioty, bierze udział w walkach PvE i PvP i specjalnych akcjach sprzedaży i aukcjach w grze.

## Aktualizacje
Od momentu startu WoD we wrześniu 2009 roku gra została dwa razy zaktualizowana. Pierwszy update wniósł do gry cykliczne wydarzenia, nowe postacie, potwory, lokacje, misje i przedmioty, wierzchowce i pupile, natomiast po drugiej aktualizacji gra wzbogaciła się między innymi o podwodny świat i nowe instancje.
W przyszłości planowane jest pól bitew różnych wersji językowych, co umożliwiłoby na przykład międzyserwerowe bitwy PvP w grze.